# Мартін Бленд
Джон Мартін Бленд (англ. John Martin Bland, нар. 6 березня 1947, Стокпорт) — британський статистик. Професор медичної статистики в Йоркському університеті з 2003 року. Бленд відомий своїми роботами з медичного вимірювання, зокрема, методологією порівняльних методів досліджень, таких як діаграма Бленда — Альтмана.
Бленд народився в Стокпорті і отримав ступінь бакалавра, магістра та диплом Імперського коледжу Лондона, після чого отримав ступінь доктора епідеміології у Лондонському університеті. У період з 1976 по 2003 рік працював у медичній школі лікарні св. Георгія у Лондонському університеті.
Особисті наукові інтереси полягають у розробці та аналізі досліджень клінічного вимірювання та кластерних рандомізованих клінічних випробувань. У медичному щотижневику «The Lancet» його стаття за 1986 року, написана у співавторстві з Дугом Альтманом про статистичні методи оцінки взаємодії між двома методами клінічного вимірювання є найцитованішою — понад 28 тис. разів, і входить до 30-и найцитованіших будь-коли статей. У 2007 році Мартін став високопоставленим дослідником ISI, а в 2008 році був нагороджений премією старшого дослідника Національного інституту досліджень здоров'я.

## Книги
- Bland, Martin (1995). An introduction to medical statistics. Oxford University Press. ISBN 978-0-19-262428-4.
- Bland, Martin; Peacock, Janet (2000). Statistical questions in evidence-based medicine. Oxford University Press. ISBN 978-0-19-262992-0.